# Михайленко, Анатолий Алексеевич
Анатолий Алексеевич Михайленко — геолог, лауреат Государственной премии СССР (1983).

## Биография
Родился 15 сентября 1931 года в городе Темрюк Краснодарского края.
Окончил Московский нефтяной институт им. И. М. Губкина (1954).

### Трудовая деятельность
- 1954—1956 бурильщик конторы глубокого бурения треста «Бугурусланнефть»,
- 1956—1960 инженер, затем начальник участка глубокого бурения № 2 треста «Чкаловнефтегазразведка» (г. Абдулино),
- 1960—1964 начальник Предуральской полевой нефтегазоразведочной экспедиции глубокого бурения
- 1964—1971 главный инженер треста «Оренбургнефтегазразведка».

С 1971 по 1995 год в Оренбургском территориальном геологическом управлении: заместитель начальника по глубокому бурению, главный инженер, с января 1981 г. генеральный директор производственного объединения и Оренбургского государственного геологического предприятия «Оренбурггеология».
С 1995 г. на пенсии.
Лауреат Государственной премии СССР 1983 года (в составе коллектива) — за открытие комплексного месторождения полезных ископаемых (за открытие, разведку и переоценку Оренбургского месторождения газа, газового конденсата и серы).
Отличник разведки недр (1967), заслуженный геолог РСФСР (1986). Награждён орденами «Знак Почёта» (1963), Трудового Красного Знамени (1990) и медалями.
Умер в Оренбурге 28 декабря 2012 года.